# 용자리 42
용자리 42는 용자리 방향으로 지구로부터 317광년 떨어져 있는, 분광형 K의 거성이다. 질량은 우리 태양과 거의 비슷하나(98퍼센트 수준), 진화가 더 진척된 상태로 반지름은 태양의 18배 정도이다. 진화 이론을 토대로 계산한 이 별의 나이는 약 94억 9천만 년 정도이다. 우리 태양은 약 50억 년 뒤 용자리 42와 흡사한 진화 단계를 밟고 있을 것이다. 용자리 42의 대기에 포함된 중원소는 태양의 중원소 포함비의 35퍼센트 수준이다.

## 외계 행성
2009년 이 별 주위를 도는 외계 행성 한 개가 발견되었다. 질량으로 미루어 보아 목성과 같은 가스 행성일 것으로 보인다.

## 같이 보기
- 알데바란 b
- 아인 b

## 참고 문헌
- “Planetary companion candidates around the K giant stars 42 Draconis and HD 139357”. 《Astronomy & Astrophysics》. 2009.